# N95-masker

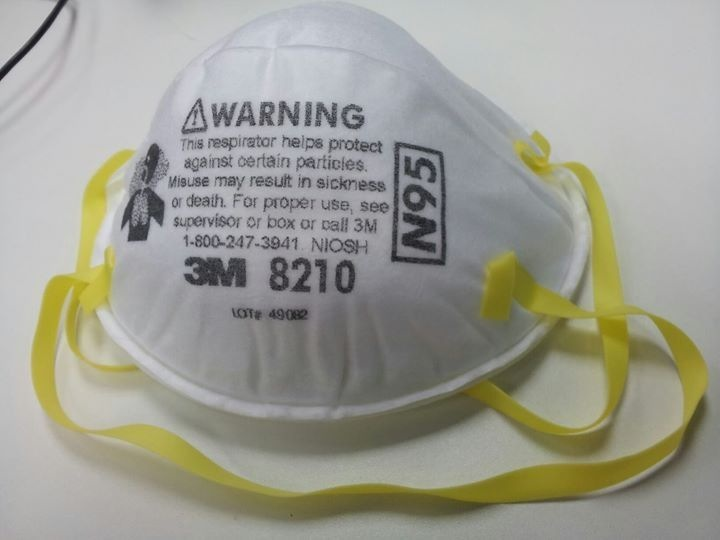
N95-masker

Een N95-masker is een ademhalingsbeschermingsmasker dat voldoet aan de Amerikaanse N95-norm voor luchtfiltratie. Het betekent dat een filter ten minste 95% van de deeltjes in de lucht filtert. Het filter beschermt tegen deeltjes, maar niet tegen gassen of dampen.
De N95-norm wordt uitgegeven door het National Institute for Occupational Safety and Health (NIOSH). De norm is vergelijkbaar met normen in andere landen, zoals de FFP2-norm van de Europese Unie en KN95 in China. Er worden echter iets andere criteria gebruikt om de prestaties te certificeren, zoals het filterrendement, het testmiddel en de stroomsnelheid en het toegestane drukverlies.

## Categorieën
N95 kan gebruikt worden voor filtercassettes voor gelaatsomvattende maskers of voor mondkapjes. Naast de N95 bestaat ook de R95- en P95-norm voor maskers die bestand zijn tegen olie. Normen voor een hogere filtratiegraad zijn de N99 die 99% filtering vereist, en de N100 voor 99,97% filtering van deeltjes.

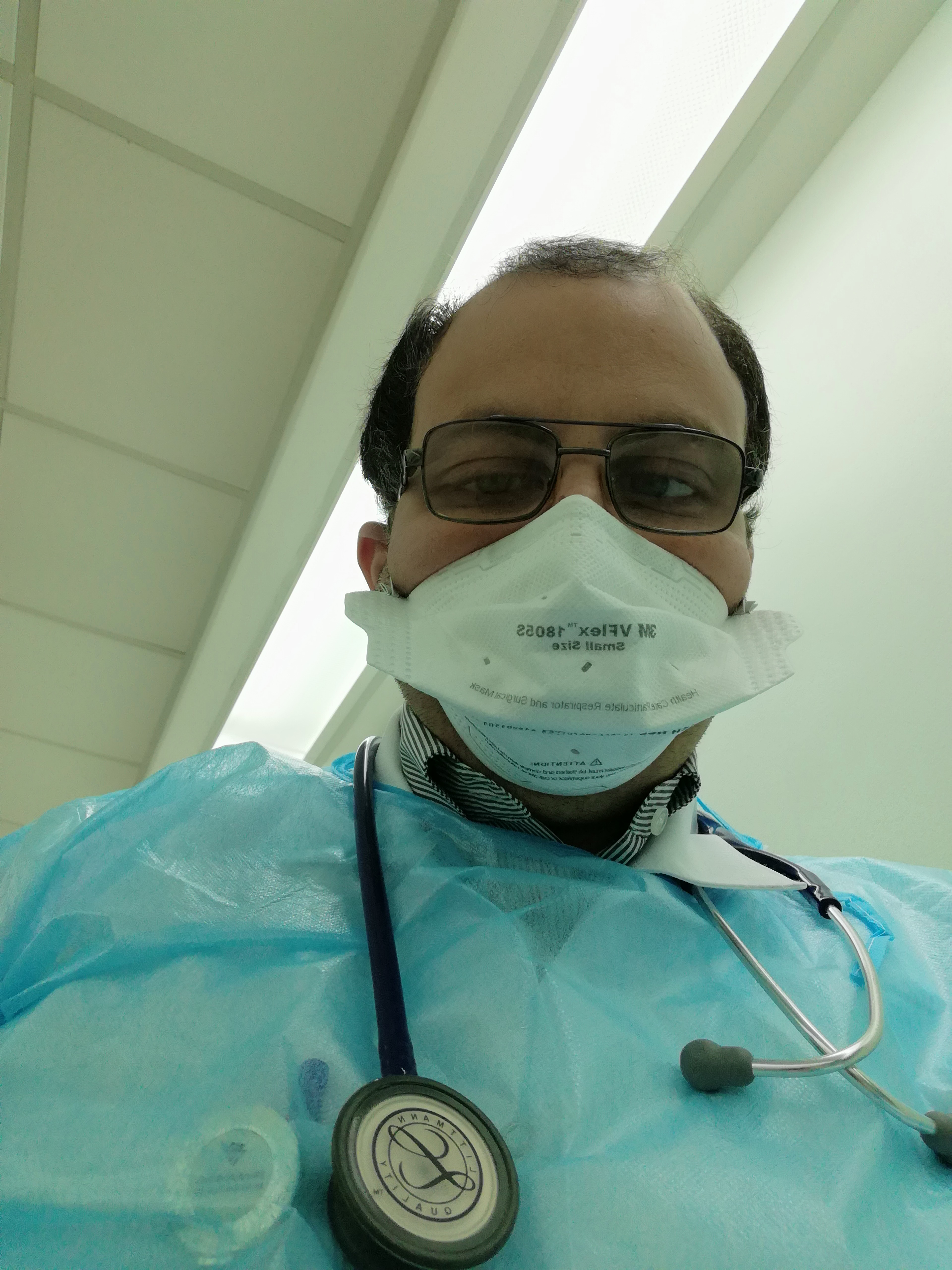
Een arts draagt een medisch N95-masker

Mondkapjes die in de gezondheidszorg worden gebruikt zijn een specifieke variant die niet alleen door NIOSH maar ook door de Food and Drug Administration zijn goedgekeurd. Deze kan in verschillende vormen voorkomen en kan lijken op een chirurgisch mondmasker.

## Pasvorm
Het bepalen van de juiste pasvorm is een essentieel onderdeel bij arbopreventie wanneer werknemers mondkapjes gebruiken. OSHA vereist voor iedere werknemer een pasvormtest om het juiste model, stijl en maat te bepalen, alsmede jaarlijkse pasvormtests. Bovendien vereist ieder N95-mondkapje een persoonlijke lekkagecontrole wanneer de gebruiker ze om heeft gedaan.

## Geschiedenis
In de jaren 1970 ontwikkelden het Bureau of Mines en NIOSH normen voor maskers voor eenmalig gebruik, en de eerste N95-maskers werd ontwikkeld door 3M en goedgekeurd in 1972. Hoewel ontworpen voor industrieel gebruik, werden ze in de jaren negentig steeds vaker gebruikt in de gezondheidszorg, oorspronkelijk om de verspreiding van resistente tuberculose te voorkomen.
N95-masker zijn oorspronkelijk ontworpen voor industrieel gebruik in sectoren zoals mijnbouw, constructie en schilderkunst.

## Materiaal
Een N95-filter wordt gemaakt van een fijn gaas van synthetische polymeervezels, ook wel bekend als non-woven polypropeenweefsel, dat wordt geproduceerd via een gespecialiseerd proces dat smeltblazen wordt genoemd en dat de binnenste filtratielaag vormt die gevaarlijke deeltjes filtert.